# Empis stercorea
Empis stercorea là một loài ruồi trong họ Empididae. Nó được tìm thấy ở hầu hết ở châu Âu, trừ bán đảo Iberia.

## Hình ảnh

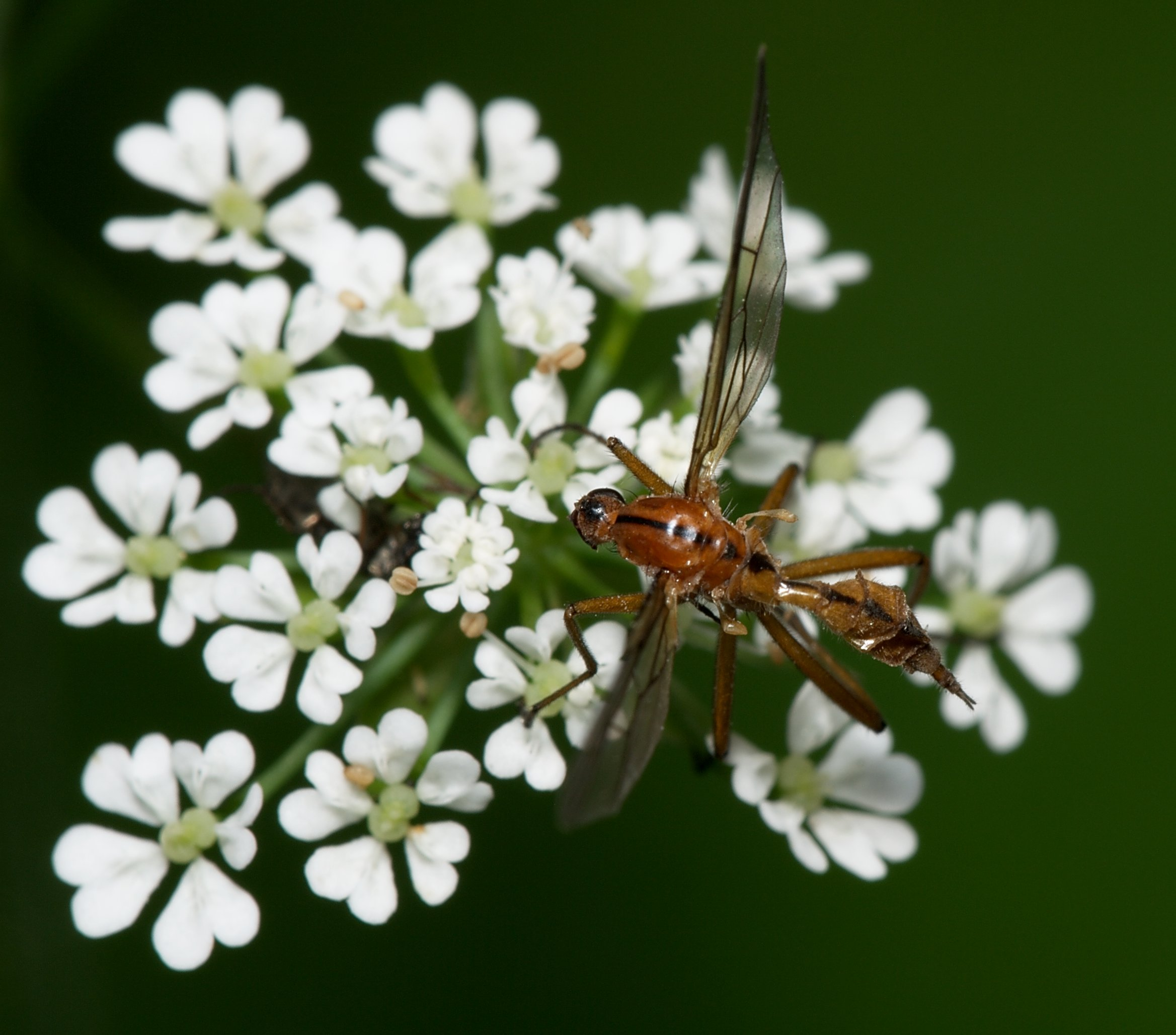
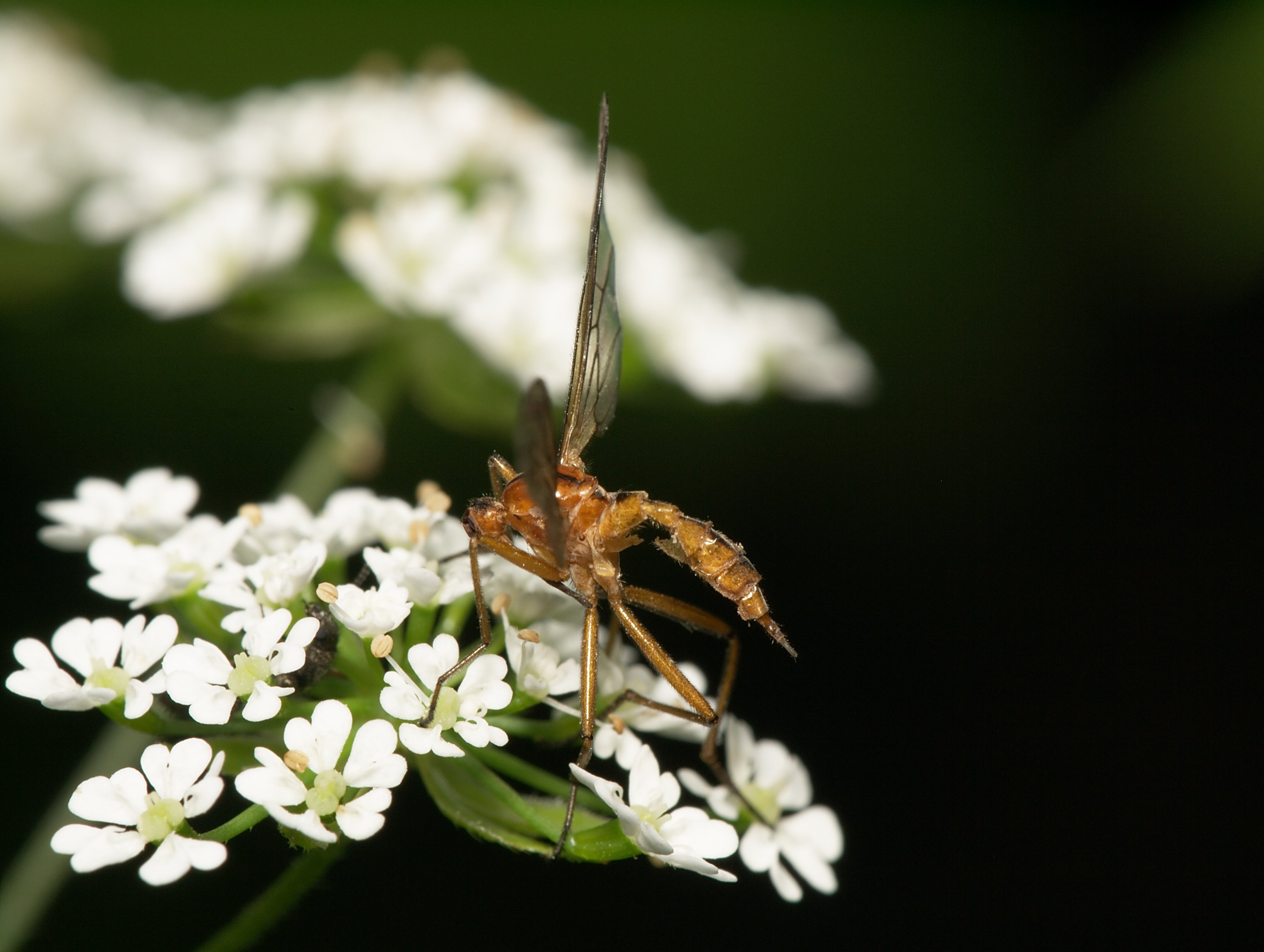
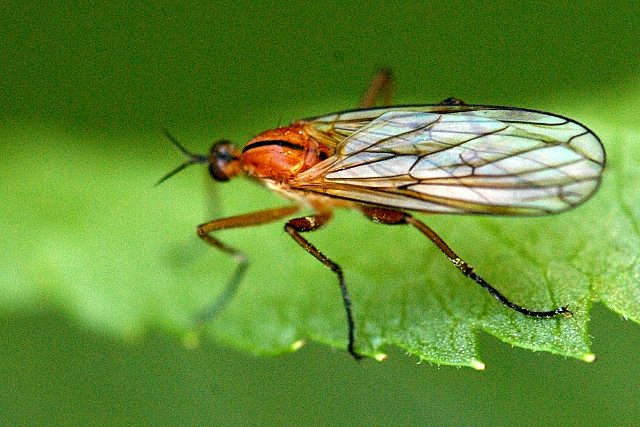
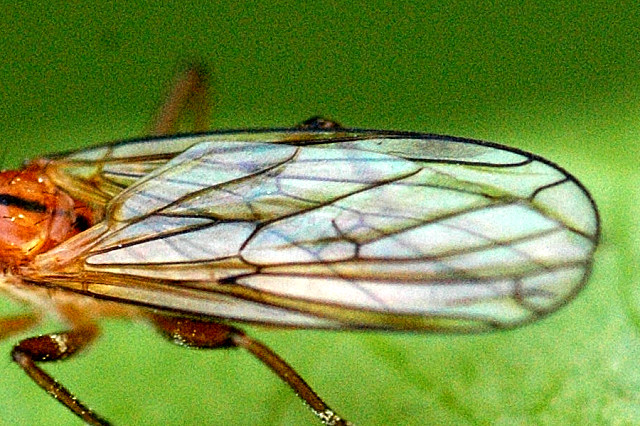